# Rōnō
Le groupe Rōnō (労農派, Rōnō ha) est un groupe d'universitaires, principalement d'historiens marxistes japonais actifs à partir des années 1920.
Il se démarque à la même époque d'une autre école marxiste, dite Kōza, sur l'analyse portée  sur la révolution de Meiji. Le groupe Kōza ne voit dans le régime de Meiji qu'une évolution de l'absolutisme, basé sur une économie semi-féodale encore archaïque, alors que le groupe Rōnō y voit une révolution bourgeoise et place donc le Japon dans une dynamique comparable à ce que connaissent d'autres pays développés.